# Wagner Pereira Cardozo
Wagner Pereira Cardozo (São Paulo, 16 de octubre de 1966) es un exfutbolista brasileño que se desempeñaba como delantero.
Jugó para clubes como el Comercial, Ituano, Palmeiras, FC Tokyo y Shonan Bellmare.

## Trayectoria

### Clubes
| Club            | País   | Año         |
| --------------- | ------ | ----------- |
| Comercial       | Brasil | 1987        |
| Capivariano     | Brasil | 1988        |
| Ituano          | Brasil | 1989 - 1991 |
| Palmeiras       | Brasil | 1992        |
| FC Tokyo        | Japón  | 1992 - 2003 |
| Shonan Bellmare | Japón  | 2004        |
| Arte Takasaki   | Japón  | 2005 - 2007 |
| FC Kariya       | Japón  | 2009        |